# Francesch Vicens García
Francesc Vicent García Ferrandis (Zaragoza, 1579 - Vallfogona de Riucorb, 2 de septiembre de 1623), conocido como el Rector de Vallfogona, fue un sacerdote y poeta español en lengua catalana.

## Biografía
Nació circunstancialmente en Zaragoza en 1579 (sin embargo su padre era originario de Tortosa). Fue ordenado sacerdote en Vich en 1605.
Cultivó una poesía artificiosa y elegante como el soneto A una hermosa dama de cabell negre que se pentinava en un terrat ab una pinta de marfil (A una hermosa dama de cabello negro que se peinaba en una azotea con un peine de marfil) o las Dècimes d'un galan a les llàgrimes d'una dama (Décimas de un galán a las lágrimas de una dama). También escribió sátiras violentas y composiciones obscenas y groseras. Su estilo fue imitado por muchos autores catalanes del siglo XVIII, fenómeno que se conoce con el nombre de vallfogonisme. Falleció en la localidad de Vallfogona de Riucorb en 1623.
En 1703 se publicó una parte de su obra. La edición de 1770 fue prohibida por la Inquisición española. En 1988 Albert Rossich incluyó poemas suyos en la antología Poesia eròtica i pornogràfica catalana del segle XVII (Poesía erótica y pornográfica catalana del siglo XVII). Ha sido uno de los escritores a los que se ha atribuido la autoría del Quijote de Avellaneda, aunque tal hipótesis se considera completamente desestimada en la actualidad.
Hasta los años 1950, la figura del Rector de Vallfogona fue protagonista de muchos chistes.